# Pylartes subcostalis
Pylartes subcostalis är en fjärilsart som beskrevs av Walker 1863. Pylartes subcostalis ingår i släktet Pylartes och familjen Crambidae. Inga underarter finns listade i Catalogue of Life.